# Francesco Marchisano
Francesco Marchisano (25 de Junho de 1929 - 27 de Julho de 2014) foi um cardeal italiano membro da Cúria Romana.

## Biografia
Ordenado sacerdote em 29 de Junho de 1952 pelo cardeal Maurilio Fossati, Arcebispo de Turim, foi incluído no clero da mesma Arquidiocese. Em 6 de Outubro de 1988 foi nomeado Secretário na Cúria Romana e Bispo Titular, com o título de Populonia, tendo sido ordenado Bispo em 6 de Janeiro de 1989 pelo Papa João Paulo II.
Em 4 de Setembro de 1991 foi nomeado Presidente da Comissão Pontifícia da Sagrada Arqueologia e em 4 de Março de 1993 Presidente da Comissão Pontifícia do Património Cultural da Igreja. Devido aos seus bons serviços foi nomeado Arcebispo Titular, mantendo o título de Populonia. No início de 2002 foi nomeado Presidente da Fábrica de São Pedro e 24 de Abril de 2002 foi nomeado para o importante cargo de Arcipreste da Basílica de São Pedro.
Francesco Marchisano veio a ser em 21 de Outubro de 2003 elevado à dignidade cardinalícia por nomeação do Papa João Paulo II, com o título de Cardeal-Diácono de Santa Lúcia do Gonfalone.
Foi nomeado Presidente dos Departamento do Trabalho da Sé Apostólica em 5 de Fevereiro de 2005.
Em 12 de Junho de 2014, passa para a ordem dos cardeais-presbíteros, mantendo seu título pro hac vice.
Faleceu em Roma, em 27 de Julho de 2014. O funeral foi presidido pelo cardeal Angelo Sodano, decano do Colégio dos Cardeais, teve lugar na quarta-feira 30 de Julho de 2014, na Basílica de São Pedro. O Papa Francisco presidiu o rito de ultima commendatio e do valedictio.

## Conclaves
- Conclave de 2005 - participou da eleição do Papa Bento XVI
- Conclave de 2013 - não participou da eleição do Papa Francisco